# 債務不履行
債務不履行（さいむふりこう、英: default）とは、債務者が、正当な事由がないのに債務の本旨に従った給付をしないこと。債権者側からみた給付障害という概念が用いられることもある。
以下、民法の条文は条数のみ記載する。

## 債務不履行の類型化
従来の通説は、債務不履行を下記の3種類に分類する（三分説）。
- 履行遅滞 - 履行が可能にもかかわらず、履行期を経過しても履行しない場合。
- 履行不能 - 債務の履行が不可能な場合。
- 不完全履行 - 履行行為がなされたが、それが不完全なものであった場合

債務不履行の類型化に関しては、このほか本旨不履行と履行不能に分ける学説などがあった。
従来の三分説の問題として、雇用契約上の秘密保持義務違反や委任契約上の守秘義務違反のように、これらの三類型から零れ落ちるが債務不履行として法的救済手段を与えるべき事例の処理が問題となっていた。
そのため2017年の民法改正では統一的債務不履行概念の導入が図られたと説明されている。また、旧民法415条では「債務者の責めに帰すべき事由」という文言で主観的要件とされていた点（過失責任主義）についても、2017年の民法改正後の民法415条1項は「債務者の責めに帰することができない事由」と否定形にして債務者の免責事由を定めた。そして「その債務の不履行が契約その他の債務の発生原因及び取引上の社会通念に照らして」という修飾語を挿入して債務者の故意・過失を意味していないことを明らかにし、債務不履行責任については過失責任主義と決別した。これにより債務不履行による損害賠償は、過失責任主義に基づき債務者が履行過程で行った違法で有責な行為（故意・過失）に対する制裁として課されるものではなく、契約の拘束力に基づいて債務者が約束したのにそれを遵守しなかったことを根拠とし、債務者に免責が成立しない場合に損害賠償責任が生じることとなった。2017年の民法改正では、履行不能について後発的不能だけでなく原始的不能まで覆うこととし、債務者の履行拒絶が新たに類型に加えられたが、それだけで理解すべきでなく債務不履行責任上の過失責任主義を放棄して包括的不履行概念を導入したものと理解すべきと指摘されている。

### 履行遅滞
履行が可能にもかかわらず、履行期を経過しても履行しない場合を履行遅滞という。
債務者は債務の履行について、民法412条などで定められた時期から履行遅滞の責任を負う。
- 確定期限つき債務 - その期限の到来した時（412条1項）
- 不確定期限つき債務 - その期限の到来した後に履行の請求を受けた時又はその期限の到来したことを知った時のいずれか早い時（412条2項）
- 期限を定めなかった債務 - 履行の請求を受けた時（412条3項）

履行遅滞の責任の内容には、履行の強制、損害の賠償、契約の解除がある。

### 履行不能
債務の履行が不可能なことを履行不能という。
履行不能には債権債務の成立時に既に債務の履行が社会通念上不可能な原始的不能と債権債務の成立後に債務の履行が社会通念上不可能になった後発的不能がある。
ローマ法及びそれを継受するシビル・ロー（大陸法）の伝統的な理論では、原始的不能の場合は契約が無効とされ、売主に履行義務はなく（債務不履行として捉えられず）、売主に契約締結上の過失が認められる場合に損害賠償請求ができるにとどまるとされていた。
一方、コモン・ロー（英米法）では契約絶対の法理により原始的不能の場合でも契約は有効とされており、このような見解が有力化した。
ドイツなどでも原始的不能の契約を無効とする定めは廃止されており、原始的不能を法律的に無効とする法制度は世界的にも少数といわれている。

#### 2017年の改正民法
2017年の改正民法は履行不能の規定（民法412条の2）を新設した（2020年4月1日施行）。
- 債務の履行が契約その他の債務の発生原因及び取引上の社会通念に照らして不能であるときは、債権者は、その債務の履行を請求することができない（412条の2第1項）。
- 契約に基づく債務の履行がその契約の成立の時に不能であったことは、415条の規定によりその履行の不能によって生じた損害の賠償を請求することを妨げない（412条の2第2項）。

2017年の改正民法により原始的不能と後発的不能の区別はなくなった。ただし、契約上の債務不履行が契約成立時に履行不能だった場合にその契約が有効であると明言しているわけではない。
履行不能に関しては、債務の履行不能によって債務は消滅するが債務者に帰責事由がある場合には債務消滅の例外として債務者に損害賠償義務を認めていると解する説と、債務の履行が不能でも債務が消滅することはなく履行不能によって生じた損害賠償または履行に代わる損害賠償が請求できると解する説に分かれている。
なお、2017年の改正民法は履行遅滞中の履行不能について判例法理を明文化する規定（民法413条の2）を新設した（2020年4月1日施行）。
債務者がその債務について遅滞の責任を負っている間に当事者双方の責めに帰することができない事由によってその債務の履行が不能となったときは、その履行の不能は、債務者の責めに帰すべき事由によるものとみなされる（413条の2）。

### 不完全履行
履行遅滞や履行不能のように、債務者による履行行為が無いという消極的容態によってではなく、債務者により積極的に履行行為がなされたが、それが不完全なものであったために債権者に損害が生じた場合を、不完全履行（独：Schlechterfüllung）、不完全給付ないしは積極的債権（契約）侵害（独：Positive Vertragsverletzung, Positive Forderungsverletzung）と称し、履行遅滞・履行不能とは別の、第三の債務不履行形態として位置づけられている。
比較法史的には、かつて立法及び学説において債務の不履行は債務者の遅滞及び履行不能をもって尽きるものとしていたために、ドイツの学説の問題提起を受けて立てられた概念である。
日本民法は「債務者がその債務の本旨に従った履行をしないとき」は、債権者は損害賠償を請求することができるものとしており（415条）、このような場合も債務不履行に含まれることは疑いがない。このために、あえて条文に無い概念を導入する必要はないとの批判もある。しかし、履行遅滞や履行不能と異なり、外見上は債務の履行があるため、債権が時効によって消滅しない限りは強制履行や解除を認めるべきかは問題であり、例えば落丁のある本を数年使用収益した後、新品の本の給付を請求するような場合など、一定の場合にはこれを制限すべき場合が生じる。その根拠として信義則の規定などが挙げられている。
従来、債務不履行には、この三つの態様のものがあるとされていたが、判例・学説は415条前段の債務の本旨に従った履行をしないというのには、契約の本来の給付義務に付随する説明義務・情報提供義務などの付随義務違反、更に雇用契約における使用者の労働者に対する安全配慮義務のように相手方の利益を保護すべきだという保護義務違反のような態様のものを含むと解するようになった。
従来の三分説では損害賠償を与えるべき事例が3つ類型のいずれに属するかが問題になったが、2017年の民法改正で統一的債務不履行概念の導入が図られ、損害賠償の要件としては包括的不履行概念に含められる事例であれば、債務者に免責が成立しない限り、損害賠償が債権者に与えられることとなったと説明されている。

## 債務不履行の効果
債務者が債務不履行に陥った場合、対する債権者がとりうる手段には以下のようなものがある。
- 履行の強制
  - 履行遅滞における履行請求や、追完可能な不完全履行における追完請求である[6]。
  - 履行不能であるときは、債権者は、その債務の履行を請求することができない（民法412条の2第1項）。
- 契約の解除
  - 契約によって生じた債権の場合には契約の解除が認められる（541条・542条）。
  - 2017年の改正民法で、債務者の帰責事由は不要と改められた（2020年4月1日施行）[16]。
  - 2017年の改正民法で、債権者に帰責事由がある場合は解除できない定め（543条）が新設された（2020年4月1日施行）[17]。
- 損害賠償
  - 債務者に帰責事由がある場合は、損害賠償を請求できる（415条）[6]。
  - 履行請求権や解除権があれば、合わせて行使できる。

### 履行の強制
債務の履行がなお可能であれば、債権者は履行請求権を有する。これは、あくまで「債務を履行せよ」と請求する権利である。
債務者がその請求に従えばそれでよいが、従わない場合もある。そうした場合に債務者の意思を無視して、あるいは心理的な強制を与えることによって債務の内容を実現する方法がある。これが「現実的履行の強制」、または「強制履行」といわれる制度で、民事執行法に規定されている。なおコモン・ロー体系においてはこのような制度を設けず、損害賠償を原則とする法制度もある。
債務者が任意に債務を履行しない場合には、債務者の帰責事由を問わず裁判所に「履行の強制」を請求できる。ただし、債務の性質がこれを許さないときは、履行の強制はできない（414条1項ただし書）。なお自然債務も参照。
強制履行の態様は、強制する債務の内容に応じて様々である。
- ある物の引渡しを内容とする債務においては、債権者が裁判を提起して勝訴し、債務名義を得て強制執行を行う。
  - 動産の場合には、裁判所の執行官が目的物を債務者から取り上げて、債権者へ引渡す（民事執行法169条）。
  - 不動産や船舶の場合には、執行官が債務者の占有を解いて、債権者に占有させる（民事執行法168条）。
- 金銭債務においては、債務者の財産に対して差押えを行い、競売にかけ、その代金から債務の弁済を受けることになる。
- 法律行為を目的とする債務については、裁判をもって債務者の意思表示に代えることができる。（民法414条2項、民事執行法174条）
- 上記以外の場合で、債務者自らが何らかの行為をすることが内容となっている債務で、債務の性質が強制執行を許さない場合については、直接強制はできない。（民法414条1項）なぜなら奴隷的拘束を禁じた憲法18条に反するからである。そこで債務者以外の者に行為させ、それにかかった費用を債務者に負担させる代替執行（民法414条2項、民事執行法171条）や間接強制（民事執行法172条）が用いられる。

履行不能の場合にこの手段を採ることは不可能である。2017年の改正民法では、債務の履行が「契約」「その他の債務の発生原因」及び「取引上の社会通念」に照らして不能であるときは、債権者はその債務の履行を請求することができないと明文化した（412条の2第1項）。

### 契約の解除
原則として、当事者の一方がその債務を履行しない場合、債権者は相当の期間を定めてその履行の催告をし、その期間内に履行がないときは、契約の解除をすることができる（541条本文）。ただし、その期間を経過した時における債務の不履行がその契約及び取引上の社会通念に照らして軽微であるときは解除できない（541条ただし書）。ただし書は2017年の改正民法で追加された（2020年4月1日施行）。
履行不能などの事由がある場合は、催告せずに、解除をすることができる（543条）。
契約の解除に関しては、2017年の改正民法で債務者の帰責事由は不要と改められるとともに、債権者に帰責事由がある場合は解除できない定め（543条）が新設された（2020年4月1日施行）。
解除によって契約は初めから「なかったこと」になり、既に代金を支払っていたりすればそれを元の持ち主に戻す義務が生じる（545条）。これを原状回復義務という。

### 損害賠償
債権者は履行請求や解除をした場合でも、それとは別に損害賠償を請求することができる。たとえ強制履行された場合でも物が遅れて納入されたために損害が発生しているという場合や、期限内に納入されたけれども物に瑕疵があった（これは不完全履行にあたる）ために損害が発生したという場合に別途損害賠償を認める必要性が出てくる。例えば届いた野菜が腐っていたために客が食中毒になった場合などが挙げられる。
損害賠償は不法行為の制度によっても可能な場合がある。ただし、債務不履行に基づく請求の方が、不法行為によるそれより時効となるまでの期間が長い点以外では不利となることも多い。

#### 損害賠償の要件
損害賠償請求をするためには以下の3つの要件が必要とされる。
1. 債務不履行の事実があること
2. 債務者に帰責事由があること
3. その債務不履行によって損害が発生したこと（損害の発生と因果関係）

- 債務不履行の事実
  - 履行遅滞では債務の履行が可能で、しかも同時履行の抗弁権や留置権のように履行を拒む理由が無いにもかかわらず、履行期を過ぎても履行がされていない状態が「債務不履行の事実」にあたる。
  - 履行不能では、契約成立等によって債権が発生した後に履行が不可能となった場合が「債務不履行の事実」にあたる。
  - 不完全履行では、一応履行の事実はあるものの債務の本旨に従ったものではない場合が「債務不履行の事実」にあたる。
- 債務者の帰責事由
  - 債務の不履行が契約その他の債務の発生原因及び取引上の社会通念に照らして債務者の責めに帰することができない事由によるものであるときは、損害賠償を請求できない（415条1項ただし書）。
  - 2017年の改正前の民法415条は前段で債務不履行について定め、後段で特に履行不能を扱うような構成だった[18]。そのため2017年の改正前の民法415条は後段（履行をすることができなくなっとき）のみ帰責事由を要件としているような条文だったが、論理解釈上、前段（その債務の本旨に従った履行をしないとき）の場合にも債務者の帰責事由が必要と解釈されていた（旧419条3項反対解釈・415条後段類推解釈）[19][注釈 2][注釈 3]。
  - 2017年の改正民法は415条を改正して履行不能を含む債務不履行についてまとめて規律する形に変更し、債務者に帰責事由がなければ損害賠償責任から免責されることが明文化された（2020年4月1日施行）[18]。
  - 2017年の改正前の民法では帰責事由の具体的な内容については条文上明らかでなく、伝統的には故意もしくは過失または信義則上それらと同視すべき事由が帰責事由であると理解されていた。よって債務不履行が不可抗力によって生じた場合か、債務者が無過失である場合には損害賠償責任は発生しないとされていた。ただし、債務不履行の類型によってその内容は異なると考えられている。特に履行遅滞の場合、不可抗力でも無い限りはほとんど帰責事由があると解されていた。
  - 2017年の改正民法は帰責事由について「契約その他の債務の発生原因及び取引上の社会通念に照らして債務者の責めに帰することができない事由」と明文化した（2020年4月1日施行）。ただし、その帰責事由の内容については個別の判断による[18]。
  - 帰責事由の有無については、債務者が立証責任を負うというのが通説および判例（大判大正10年5月27日民録27輯963頁）の考えである[20]。
- なお、金銭債務については419条3項により債務者は帰責事由の不存在を抗弁とすることができない[20]。

#### 損害賠償の範囲
損害賠償の範囲については、原則として債務不履行によって通常生ずべき損害であり、特別の事情によって生じた損害については、当事者がその事情を予見すべきであったときは含めることができる（416条）。2017年の改正民法で特別の事情によって生じた損害について「当事者がその事情を予見し、または予見することができたとき」から「当事者がその事情を予見すべきであったとき」に改められた（2020年4月1日施行）。

#### 損害賠償の方法
損害賠償の方法は、別段の意思表示がない限り、金銭による。
- 過失相殺の適用 - 債務不履行又はこれによる損害の発生若しくは拡大に関して債権者に過失があったときは、裁判所は、損害賠償責任及び額の決定にあたり考慮される（418条）。
- 損害賠償額の予定 - 当事者は債務不履行について損害賠償額を予定することができる（420条1項）。

#### 損害賠償請求権の消滅
債務不履行に基づく損害賠償請求権の時効期間は、原則として債権者が権利を行使することができることを知った時から5年間、権利を行使することができる時から10年間（人の生命又は身体の侵害による損害賠償請求権の場合は20年間）である（166条1項・167条）。2017年の改正民法で時効期間と起算点が改められた（2020年4月1日施行）。